# Phalangium clavipus
Phalangium clavipus is een hooiwagen uit de familie echte hooiwagens (Phalangiidae).